# Blastoise
Blastoise (カメックス?, Kamekkusu) è un Pokémon appartenente alla prima generazione. Ideato dal team di designer della Game Freak e fissato nel suo aspetto finale da Ken Sugimori, Blastoise fa la sua prima apparizione nel 1996 nei videogiochi Pokémon Rosso e Blu come stadio evolutivo finale di uno dei Pokémon iniziali che i giocatori possono scegliere per cominciare la loro avventura. Compare inoltre nella maggior parte dei titoli successivi, in videogiochi spin-off, nella serie televisiva anime, nel Pokémon Trading Card Game e nel merchandising derivato dalla serie.
Blastoise è la mascotte di copertina del videogioco Pokémon Blu. Appare inoltre sulle copertine di Pokémon Stadium e di Pokémon Link!. Il Pokémon è presente nei videogiochi della serie Super Smash Bros. e nel film live action Pokémon: Detective Pikachu.
Nel contesto del franchise, Blastoise è un Pokémon di stadio due di tipo Acqua. Il suo numero identificativo Pokédex è 9. Si evolve da Wartortle al raggiungimento di uno specifico livello. Nei videogiochi Pokémon X e Y Blastoise ottiene una megaevoluzione dal nome di MegaBlastoise (⳹ガカメックス?, MegaKamekkusu).
L'allenatore Rosso e il Superquattro Narciso possiedono un esemplare del Pokémon. Gary Oak e Verde di Pokémon - La grande avventura hanno ricevuto Squirtle come loro Pokémon iniziale che poi hanno evoluto fino a far diventare Blastoise.

## Descrizione
Ha due grossi cannoni che gli fuoriescono dalla corazza e che sparano getti d'acqua ad alta pressione in grado di perforare l'acciaio. Per resistere al contraccolpo deve pertanto ancorarsi bene al suolo con le zampe. È piuttosto cruento, schiacciando i nemici con il suo peso o colpendoli coi suoi potenti e rapidi getti d'acqua.
Si evolve da Wartortle al raggiungimento di uno specifico livello. In Pokémon X e Y ottiene una megaevoluzione denominata MegaBlastoise, raggiungibile utilizzando lo strumento Blastoisite. MegaBlastoise pesa 101,1 kg.

## Apparizioni

### Videogiochi
Nei videogiochi Pokémon Rosso e Blu, Pokémon Giallo, Pokémon Rosso Fuoco e Verde Foglia, Pokémon Oro HeartGold e Argento SoulSilver e Pokémon X e Y Blastoise è ottenibile in seguito all'evoluzione di Wartortle.
In Pokémon Ranger: Ombre su Almia è presente all'interno della Foresta di Vien (Vien Forest).
Blastoise appare anche in Super Smash Bros. e in Super Smash Bros. Melee. In entrambi appare da una Poké Ball e usa il suo attacco Idropompa, nel secondo è presente anche sotto forma di trofeo.

### Anime
Blastoise appare per la prima volta nel corso dell'episodio Il grande sonno (Beach Blank-Out Blastoise), ambientato in un'isola abitata esclusivamente da Squirtle e Wartortle, addormentato a causa di un Jigglypuff incastrato in uno dei suoi cannoni. Quest'ultimo, verso la fine dell'episodio, verrà sparato contro i membri del Team Rocket al fine di addormentarli.
La capopalestra Cissy possiede un Blastoise e con questo sfida il Lapras di Ash Ketchum in una gara di corsa sull'acqua nell'episodio Una nuova medaglia (Fit to be Tide). Il Lapras vince la sfida e Ash guadagna la Medaglia Occhio di Corallo.
In Le brigate antincendio (Pokémon Water War), una squadra di Blastoise viene usata, insieme agli Squirtle e ai Wartortle, per spegnere gli incendi.
James del Team Rocket, nell'episodio Uno strano parco (One Trick Phoney!), usa, oltre ad un Charizard e un Venusaur, anche un Blastoise. I tre Pokémon sono di proprietà del Parco Lotta. Il Pokémon d'acqua verrà sconfitto dal Pikachu di Ash.
Gary Oak possiede un Blastoise, evoluzione del suo Pokémon iniziale Squirtle. Tuttavia si scopre che Gary ha iniziato con uno Squirtle solo nel corso dell'episodio Il torneo della vittoria (prima parte) (The Ties That Bind), quando il ragazzo lo fa sfidare contro l'Heracross di Ash (che, nell'episodio successivo, si scopre essere stato sconfitto).
Il Superquattro Narciso nell'episodio Megaevoluzione - Episodio Speciale I (Pokémon: Mega Evolution Special I) usa un Blastoise che può disporre della megaevoluzione. In Un'esperienza preziosa per tutti! (Valuable Experience for All!) Tierno usa il suo Blastoise nella Lega Pokémon di Kalos contro il Slurpuff di Sandro sconfiggendolo, venendo in seguito battuto dal suo Sceptile.
Blastoise, oltre alle apparizioni negli episodi, ha un ruolo nel primo lungometraggio, Pokémon il film - Mewtwo colpisce ancora, in quanto è uno dei tre Pokémon clonati da Mewtwo (gli altri due sono Venusaur e Charizard), prima che venissero clonati i Pokémon degli allenatori da lui sfidati (compresi i Pokémon di Ash, Misty e Brock). L'allenatrice ha dato al suo Blastoise il nome di Shellshocker (クスクス?, Couscous). Un esemplare di Blastoise è inoltre presente in Pokémon: Destiny Deoxys.

### Manga
In Pokémon - La grande avventura Verde possiede un Blastoise, evoluzione del suo Squirtle rubato al Professor Oak.

### Carte collezionabili
Blastoise appare in 18 carte, prevalentemente di tipo Acqua, appartenenti a 12 set. In Pokémon VS (ポケモンカード★VS?) è inoltre presente una carta dedicata al Blastoise di Sandra. In occasione della proiezione giapponese del lungometraggio Pokémon: Destiny Deoxys è stata inoltre prodotta una carta raffigurante il Blastoise di Sid.